# 906
Évszázadok: 9. század – 10. század – 11. század
Évtizedek: 850-es évek – 860-as évek – 870-es évek – 880-as évek – 890-es évek – 900-as évek – 910-es évek – 920-as évek – 930-as évek – 940-es évek – 950-es évek
Évek: 901 – 902 – 903 – 904 –  905 – 906 – 907 – 908 – 909 – 910 – 911

## Események

### Európa
- A honfoglaló magyarok ekkorra megdöntik a Morva Fejedelemséget, II. Mojmír és II. Szvatopluk fejedelmek elesnek a magyarok ellen vívott csatákban.
- I. Ottó szász herceg fia, Madarász Henrik vezetésével sereget küld a Meissen környéki szláv dalemincek ellen. Azok a magyaroktól kérnek segítséget. Egymást követően két magyar sereg is a szlávok földjére érkezik, ahonnan kiindulva feldúlják Szászországot.
- Konrád türingiai herceg meghal régi ellenségének, Babenberg Henrik frankóniai herceg utódaival vívott fritzlari csatában, ugyanakkor azonban két Babenberg-fivér is elesik a háromból. Gyermek Lajos német király Konrád fiának, Ifjabb Konrádnak ad igazat a viszályban, és átadja neki Frankónia hercegségét.
- Bölcs Leó bizánci császár feleségül veszi szeretőjét, Zóé Karbónopszinát. A két (egymást követő) házasságot engedélyező ortodox egyház elítéli a házasságot, mert Zóé már a császár negyedik felesége.
- A Himeriosz vezette bizánci flotta legyőz egy arab hajórajt az Égei-tengeren.

### Abbászida Kalifátus
- Ahmad ibn Kajgalag damaszkuszi kormányzó az előző évi egyiptomi felkelés leverése után Tarszoszból indulva betör a Bizánci Birodalomba, eljut a Halüsz folyóig és sok zsákmánnyal, valamint 4-5 ezer fogollyal tér vissza.
- A kormányzó távollétét kihasználva a szíriai karámiták fellázadnak, ostrom alá veszik Damaszkuszt, majd Kúfát és karavánokat fosztogatnak.
- Örményországban földrengés rombolja le Kargop kolostorát.

### Kína
- Az országot uraló Csu Ven hadúr a trón megszerzésére irányuló tervei alapján titokban megfojtatja Ho anyacsászárnőt, Aj bábcsászárral pedig kihirdetteti, hogy anyja egy szerelmi viszonya miatt lett öngyilkos.

## Születések
- Fudzsivara no Acutada, japán költő
- Kuan Tung, kínai festő
- Maiolus, clunyi apát
- II. Naszr, számánida emír

## Halálozások
- Konrád, türingiai herceg

## Fordítás
- Ez a szócikk részben vagy egészben  a(z)   906 című angol Wikipédia-szócikk ezen változatának fordításán alapul.  Az eredeti cikk szerkesztőit annak laptörténete sorolja fel. Ez a jelzés csupán a megfogalmazás eredetét és a szerzői jogokat jelzi, nem szolgál a cikkben szereplő információk forrásmegjelöléseként.